# Lawrence Alma-Tadema
Lawrence Alma-Tadema, născut: Lourens Alma Tadema (Dronryp, 8 ianuarie 1836 — Wiesbaden, 25 iunie 1912) este un pictor britanic de origine neerlandeză, neoclasic din perioada epocii victoriene, cunoscut pentru pânzele sale inspirate din lumea antică. 

## Picturi

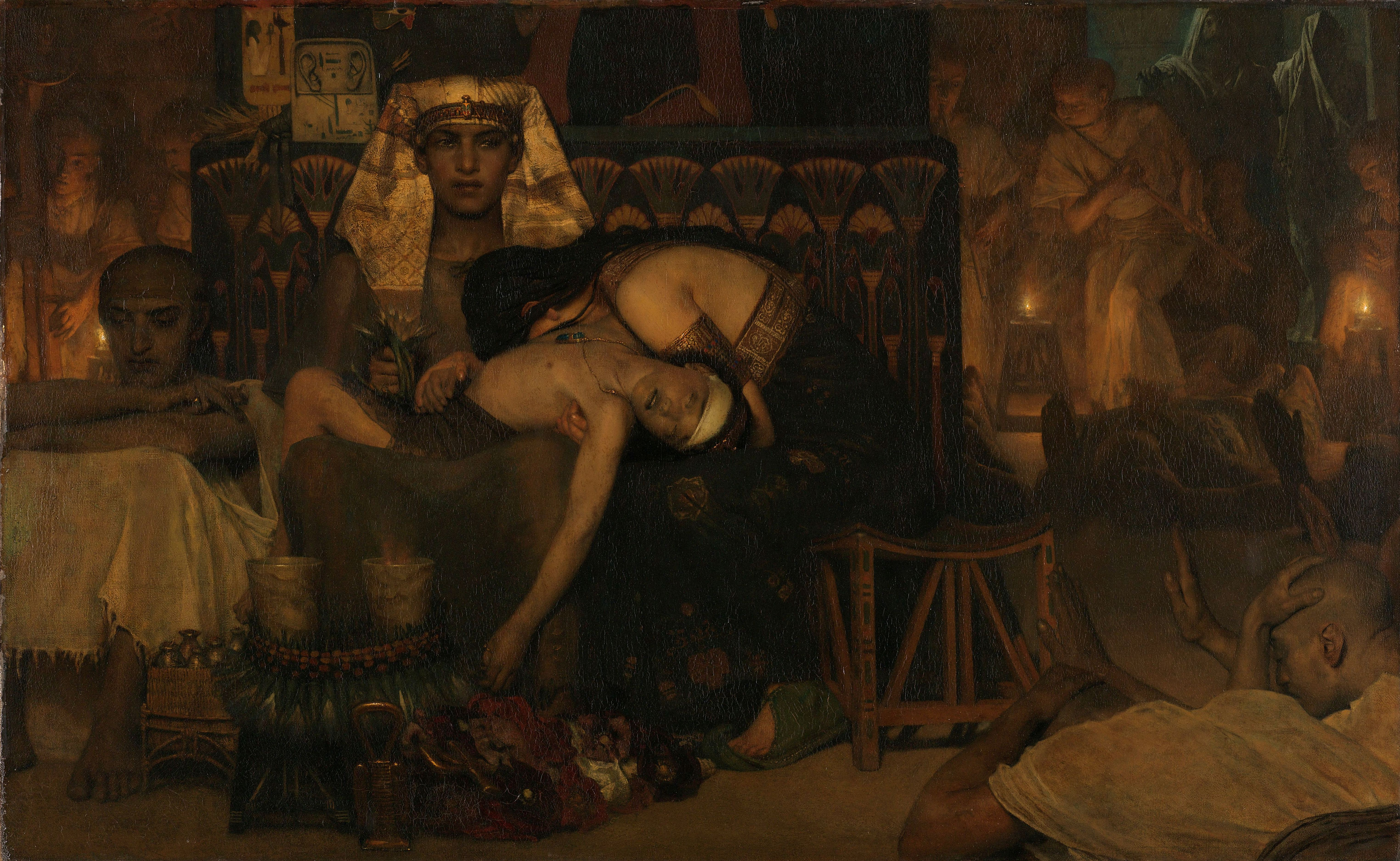
Moartea primului născut al Faraonului (1872)
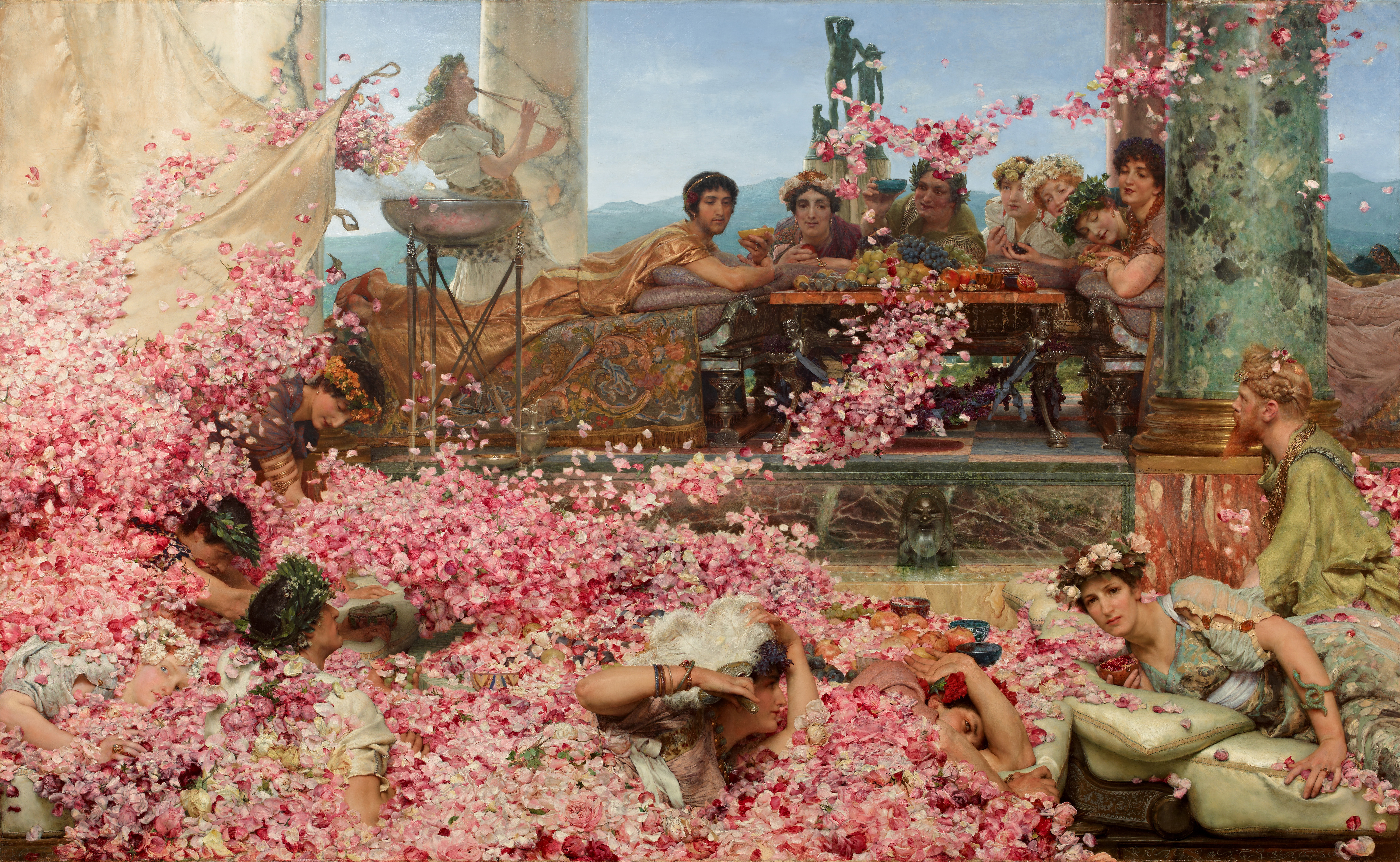
Trandafirii lui Eliogabal (1888)
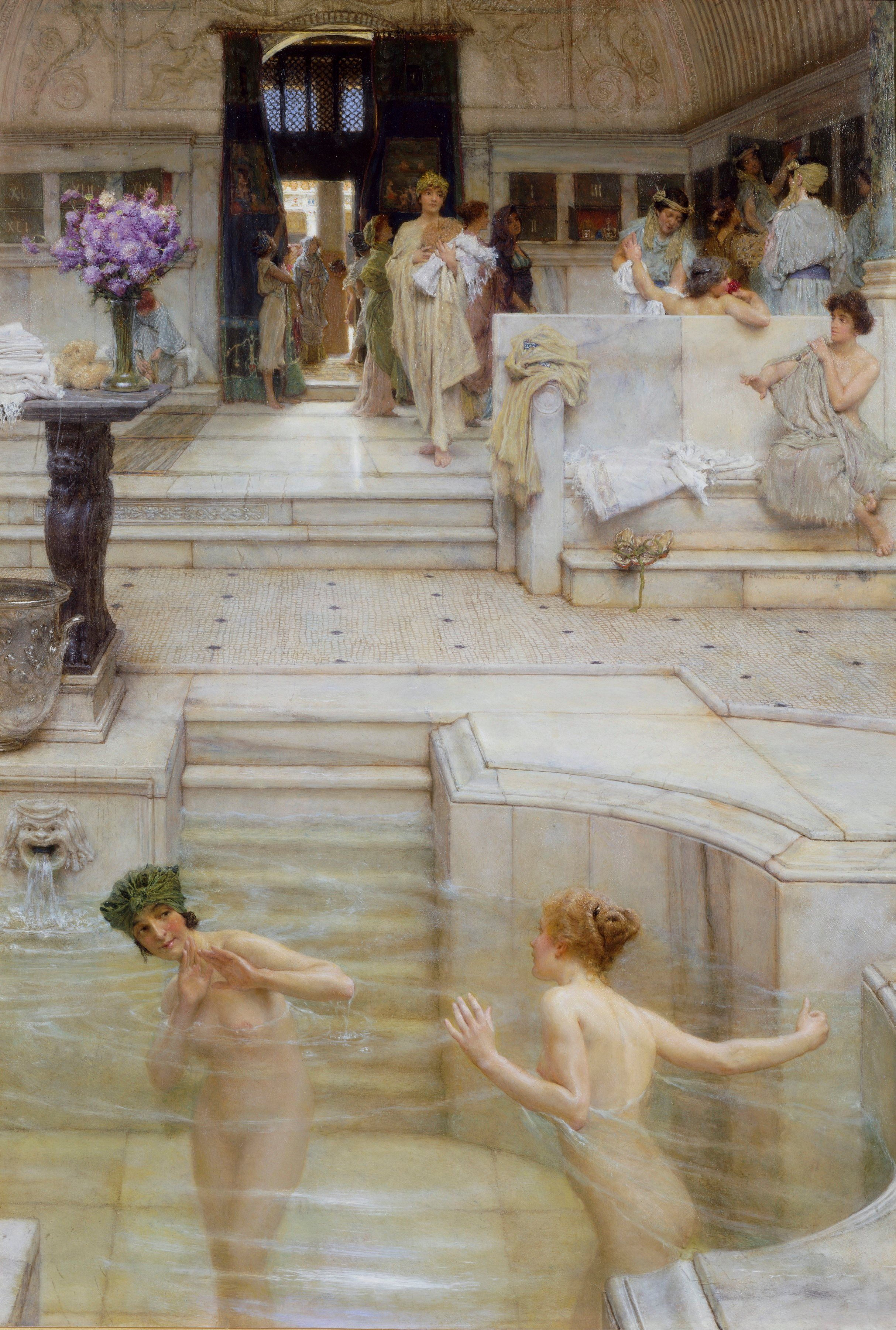
Un obicei preferat (1909)